# Intel·ligència lingüística
La intel·ligència lingüística és la capacitat d'utilitzar les paraules de manera efectiva en escriure o parlar. Descriu la capacitat sensitiva en el llenguatge parlat i escrit, l'habilitat per a aprendre idiomes, comunicar idees i aconseguir objectius usant la capacitat lingüística. Aquesta intel·ligència inclou també l'habilitat d'usar efectivament el llenguatge per a expressar-se retòricament o potser poèticament. Aquesta intel·ligència és normal en escriptors, poetes, advocats, líders carismàtics i altres professions que utilitzen, sobre altres habilitats, la de comunicar-se. La intel·ligència lingüística es reconeix com una aptitud humana de llarg estudi. La psicologia evolutiva ha demostrat com l'ésser humà adquireix habilitats per a comunicar-se en forma efectiva d'una manera ràpida. Donat això, la intel·ligència lingüística es desenvolupa amb facilitat en persones amb capacitats cognitives eminentment normals. Així mateix, els mecanismes de processament d'informació associats amb aquesta intel·ligència es veuen afectats amb facilitat quan el cervell pateix algun dany. La comunicació amb les altres persones és important, i aquesta intel·ligència és necessària si es vol obtenir un bon acompliment en el camp social. Disciplines com l'oratòria, la retòrica i la literatura ajuden a desenvolupar-la, perfeccionar i enriquir-la.

## Nota
1. ↑  Juan Rodríguez. Literatura espanyola contemporània: materials auxiliars, textos i documents.  Univ. Autònoma de Barcelona, 1995, p. 52–. ISBN 9788449004490.